# Iraq Expedition (OI Chicago)

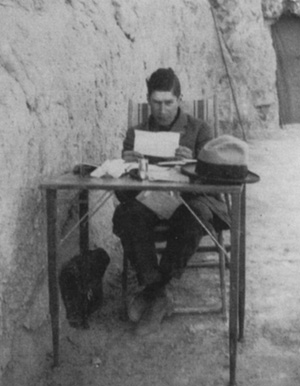
Henri Frankfort während Ausgrabungen im Diyala-Gebiet

Die Iraq Expedition war eine Serie von sieben jährlichen archäologischen Ausgrabungskampagnen, die von Wissenschaftlern des Oriental Institute der University of Chicago zwischen November 1930 und April 1937 im Irak durchgeführt worden ist. Die Grabungen wurden von Henri Frankfort geleitet, weitere Mitarbeiter waren unter anderem Thorkild Jacobsen, Seton Lloyd und Pinhas Delougaz.
Die Ausgrabungen fanden gleichzeitig an mehreren Fundorten am Unterlauf des Flusses Diyala nordöstlich von Bagdad statt. Untersucht wurden Tell Asmar (das antike Ešnunna), Ḫafāǧī (das antike Tutub), Tell Iščāli (das antike Neribtum) und Tell Aqrab, dessen antiker Name nicht bekannt ist. Frankfort führte bis 1935 daneben auch noch Grabungen in der neuassyrischen Residenzstadt Dūr-Šarrukēn durch.
Die Grabungsergebnisse wurden in einer Serie von Publikationen des Oriental Institute zwischen 1939 und 1990 veröffentlicht. In ihnen wurden Architektur, Skulpturen, Reliefs, Keramik und Rollsiegel aus den verschiedenen Fundorten vorgestellt. Die Ergebnisse aus Tell Asmar, Ḫafāǧī und Tell Agrab bildeten das Gerüst für die Definition der Frühdynastischen Zeit in Mesopotamien und ihre Einteilung in drei Zeitabschnitte.
Das Oriental Institute hat in einem eigenen Projekt ab 2003 bislang unveröffentlichte Forschungsdaten der Iraq Expedition aus den Grabungen im Diyala-Gebiet aufgearbeitet.